# 美濃市立中有知中学校
美濃市立中有知中学校（みのしりつ　なかうちちゅうがっこう）は、かつて岐阜県美濃市に存在した公立中学校。

## 概要
- 校区は美濃市中有知地区であった。1958年美濃中学校[注釈 1]に統合され廃校。

## 沿革
中有知中学校については、美濃中学校のHPの沿革では中有知中学校では無く美濃中学校中有知分校となっている。これは美濃市発足後に関市と組合立有知中学校の在り方について紛糾し、美濃市が単独で中有知中学校を設置し、その1年後に中有知中学校の生徒を美濃中学校に移したためである。美濃市史では中有知中学校の廃校は1958年となっており、ここではこれに準じて記述する。また、旧・中有知村立中有知中学校についても記述する。
- 1947年（昭和22年）4月 - 武儀郡中有知村に中有知村立中有知中学校として開校。中有知小学校の校舎を使用。
- 1950年（昭和25年） - 下有知村と中有知村とで学校組合を設置し、下有知村字馬渡[注釈 2]に統合校舎の建設が決まる。
- 1951年（昭和26年）
  - 3月20日 - 下有知村が関市に編入され、学校組合は関市と中有知村とで運用となる。
  - 4月1日 - 関市中有知村組合立有知中学校の新設により、中有知村立中有知中学校は廃校。
- 1954年（昭和29年）4月1日 - 武儀郡美濃町、洲原村、下牧村、上牧村、大矢田村、藍見村、中有知村が合併し、美濃市が発足。有知中学校の運営に関して、美濃市は関市との学校組合に難色を示す。そのため、有知中学校は関市が運営することとなり、有知中学校は関市立下有知中学校に改称し、暫定処置として美濃市中有知地区の生徒を1年間受け入れることとする。
- 1955年（昭和30年）
  - 3月 - 美濃市は中有知地区の生徒のために中有知中学校の設置を決める。
- 1955年（昭和30年）4月 - 美濃市立中有知中学校が開校。中有知小学校を校舎とする。
- 1956年（昭和31年）
  - 4月 - 中有知地区の生徒を美濃中学校へ引き上げる。
  - 12月17日 - 関市と旧・中有知村との学校組合を解散。
- 1958年（昭和33年）2月 - 美濃中学校に統合され廃校。